# بن عنفر (القليعة)
بن عنفر هي إحدى مشيخات المملكة المغربية، تتبع جغرافيا لعمالة إنزكان آيت ملول وإداريًا لالقليعة. يقدر عدد سكانها بـ 6492 نسمة حسب الإحصاء الرسمي للسكان والسكنى لسنة 2004.